# Grafmonument van de familie Van Lamsweerde
Het grafmonument van de familie Van Lamsweerde is een monument op begraafplaats Orthen in de Nederlandse stad 's-Hertogenbosch.

## Achtergrond
Het grafmonument werd opgericht voor mr. Alexander Theodorus Henricus Gerhardus baron van Lamsweerde (1834-1909), telg uit de familie Van Lamsweerde. Hij was gemeenteraadslid en rechter bij de arrondissementsrechtbank in 's-Hertogenbosch. Hij was getrouwd met Maria Cornelia Jacoba Koch (1839-1919), die hier na hem werd begraven. Later werden ook andere familieleden bijgezet, hun namen worden aan weerszijden van de tombe vermeld. Het graf ligt aan de westelijke zijde van de Bisschopskapel.

## Beschrijving
Het grafmonument heeft aan het hoofd een staande getrapte steen, die eindigt in een rondboog bekroond met een kruis. Op de steen staan de namen van het echtpaar Van Lamsweerde-Koch vermeld.

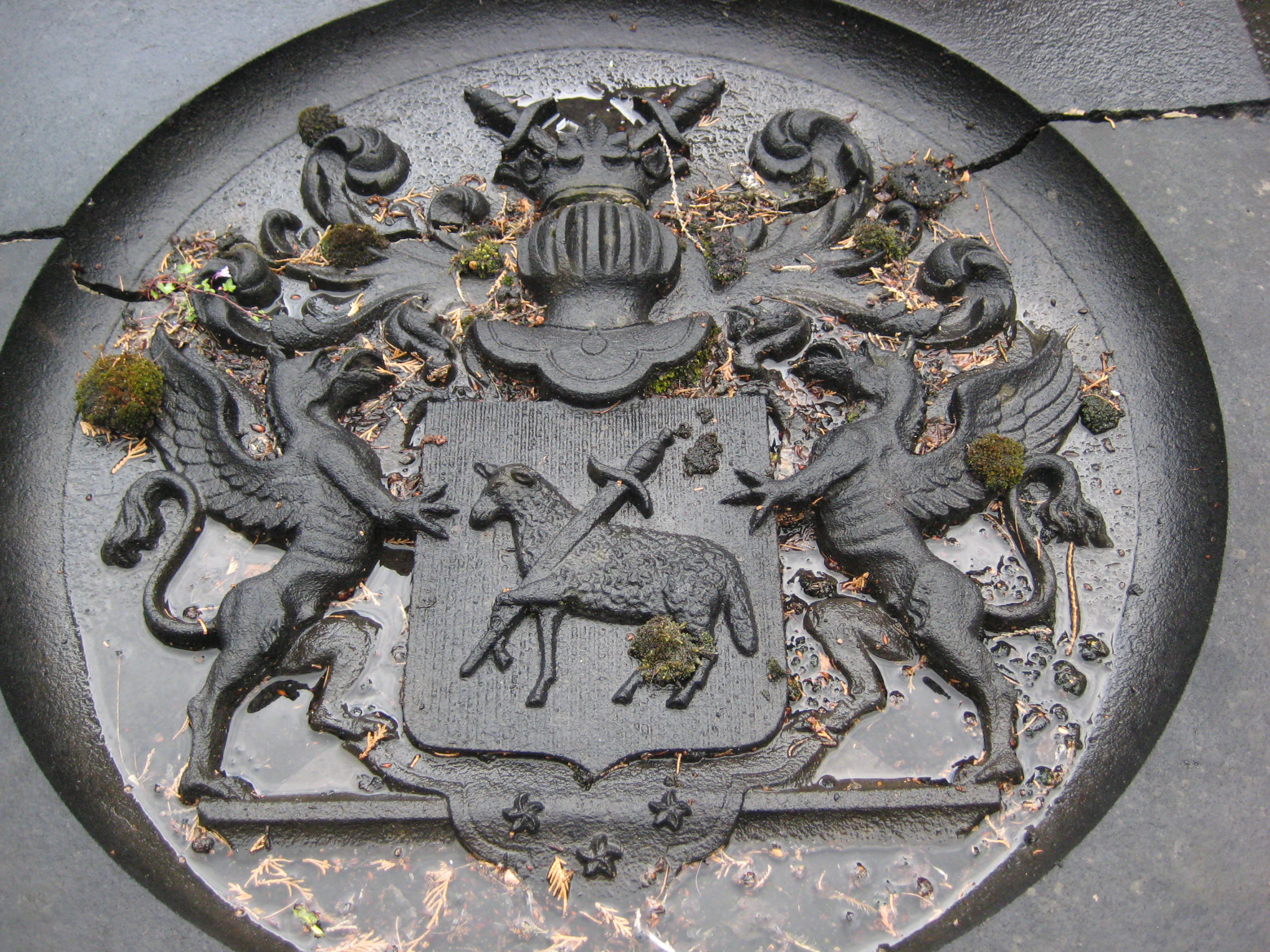
Familiewapen

Ervoor is een tombe geplaatst, waar op de liggende grafplaat in twee cirkels in bas-reliëfs een kruis en het familiewapen Van Lamwsweerde zijn aangebracht: "In rood een zilveren lam, houdende met de linker voorpoot een omgekeerd zilveren zwaard met gouden gevest over de schouder. Een aanziende helm; een kroon van drie bladeren en twee parels; dekkleden: zilver, gevoerd van rood; helmteken: twee schuingekruiste zwaarden als van het schild." Aan weerszijden van de tombe ligt een hardstenen grafplaat met daarop namen van de overleden familieleden.
Om het graf staat een hekwerk van geornamenteerde gietijzeren paaltjes, die worden verbonden door schakelkettingen. De ketting is deels niet meer aanwezig.

## Waardering
Het grafmonument werd in 2002 als rijksmonument in het Monumentenregister opgenomen, vanwege de "cultuurhistorische waarde als bijzondere uitdrukking van een sociale en geestelijke ontwikkeling, in het bijzonder de ontwikkeling van de katholieke grafcultuur, het is tevens van belang als illustratie van de typologische ontwikkeling van het grafmonument. Het graf heeft kunsthistorisch belang vanwege de hoge kwaliteit van de toegepaste eclectische ornamentiek. Het graf heeft ensemblewaarden als onderdeel van een groter geheel met cultuurhistorische, architectuurhistorische en typologische samenhang. Het is gaaf bewaard gebleven en typologisch zeldzaam."